# Alfa Romeo Sprint
El Alfa Romeo Sprint o Alfasud Sprint es la versión coupé del Alfa Romeo Alfasud. Su diseño fue llevado a cabo por el estudio de diseño, Italdesign Giugiaro junto con el del Alfa Romeo Alfetta GT/Alfa Romeo Alfetta GTV -versión coupé del Alfa Romeo Alfetta con el que el parecido es notable-. El Alfa Romeo Alfasud Sprint Veloce, denominado después simplemente Alfa Romeo Sprint fue fabricado desde 1976 hasta 1989. Fue sustituido por el Alfa Romeo GT 14 años después de la finalización de su comercialización.

## Diseño
Se trata de un coupé con una longitud de 4.02 metros y una altura de solamente 1.30 metros, con un diseño muy característico de los coches italianos de los años 70 y 80 del siglo XX. Fue diseñado por Giugaro y comparte estilo con otros conocidos autos de la época también concebidos por este estudio como el Volkswagen Golf I y el Volkswagen Scirocco I.
La primera versión del Alfasud Sprint (1976-1983) tenía un diseño clásico de los 70 en los detalles de la carrocería, como eran los paragolpes, retrovisores y detalles de la calandra en acero cromado. A partir del primer restyling en 1983, los elementos decorativos de la carrocería pasaron a ser de plástico negro, junto con bandas laterales que recorrían todo el vehículo en la zona bajo cintura, similar al Renault 11. Además se le dotaba de una calandra nueva, manteniendo los 4 faros característicos del frontal, y añadiendo unas llantas nuevas de 14 pulgadas, que en algunas versiones como la QV (quadrifoglio verde) eran de tipo "dial telefónico" de 8 agujeros (compartidas con las versiones QV del Alfasud y del Alfa Romeo 33 de la época entre otros), y en algunos casos montaban neumáticos Michelin TRX, que requerían de una medida de llanta no estándar, con las consiguientes dificultades para localizar unos neumáticos adecuados. Adicionalmente se podría encargar un kit Zender que le dotaba de una estética más deportiva, además de incorporar una suspensión rebajada.

### Interior
El Alfa Romeo Sprint es un cupé de tipo 2+2 con dos asientos en la parte delantera y otros dos asientos en la parte trasera en una sola pieza. Dependiendo de la versión elegida, los asientos podían ser parecidos a los de cualquier vehículo de la época, o podían tener un corte más deportivo, con un diseño más alargado que recogía mejor el cuerpo de sus ocupantes. Los asientos delanteros están dispuestos a muy poca altura del suelo, siendo una característica que a algunas personas les resulta incómodo, pero que es signo de su marcado carácter de vehículo deportivo. Cuenta con cinturones de seguridad únicamente en los asientos delanteros, aunque es posible instalarlos en los traseros. Debido a la baja altura de los asientos y a la ubicación del pilar central de la carrocería, los cinturones de seguridad suelen quedar excesivamente altos y retrasados, provocando que a menudo se apoyen en el cuello de los conductores, lo cual ha sido motivo de críticas en su ergonomía.
Cuenta con un volante deportivo de tres radios algo grande aunque en la medida de lo habitual en automóviles sin dirección asistida. Este es regulable en altura gracias a una palanca situada a su derecha, y cuenta con el accionador del starter de arranque en la zona inferior. La llave de arranque del motor está situada en el lado izquierdo del volante (como algunos Porsche) y se gira al contrario de lo habitual, hacia el conductor. Cuenta con palancas saliendo del volante para funciones habituales como el control básico de luces (de posición, cortas y largas), así como intermitentes y limpiaparabrisas delanteros. También se puede manejar la velocidad de los ventiladores de aireación interiores con la palanca derecha, lo cual no es común en el resto de autos, siendo un motivo de crítica por las personas que lo conducen en los primeros kilómetros.
El marcador, situado como es habitual encima del volante, cuenta con un diseño claramente deportivo acorde con el resto del diseño del vehículo. Cuenta con dos grandes esferas centrales de gran profundidad. En la esfera izquierda está el velocímetro, junto con un odómetro total y otro parcial, e indicadores de luces e intermitentes. En la esfera de la derecha está el cuenta revoluciones, así como el indicador de llenado de depósito. Entre ambas esferas figura un cuadro, también dispuesto en profundidad con el indicador de la temperatura del líquido refrigerante, la presión del aceite, así como varios indicadores de bombilla como pueden ser el de batería, exceso de temperatura, nivel de aceite o starter activado.
En la consola central tiene botones para funciones comunes como los faros antiniebla, líquido limpiaparabrisas o el interruptor para accionar el limpiador de la luneta trasera entre otros. Cuenta con un reloj analógico en la primera versión, y a partir de 1983 pasó a ser digital de la marca Jaeger. En la zona inferior de la consola central se encuentran los controles para una sencilla climatización, pudiendo regular la entrada de aire caliente o no, o la forma en la que se distribuye en el habitáculo. 
Cuenta con un maletero de 425 litros de capacidad, que se puede considerar como de grandes dimensiones si se atiene a la tipología coupé del vehículo. Al mismo se accede a través de la luneta trasera y enrollando una tapa de cuero que lo oculta del exterior, por lo que tiene el inconveniente de tener que elevar la carga casi un metro del suelo para introducirla en el mismo,
Como la mayoría de modelos automovilísticos de la época, cuenta con elevalunas manuales en los cristales laterales delanteros. Los traseros cuentan con un sistema de apertura manual que permiten bajarlos apenas unos centímetros, gracias al accionamiento de una ruleta (y no palanca) para disponer de una ventilación extra del habitáculo. Detrás de cada cristal trasero cuenta con un orificio de salida de ventilación que queda rematado en el exterior con una tapa agujereada con forma de trébol de cuatro hojas en algunas versiones.

## Especificaciones
Al inicio de su comercialización en Alfa Romeo Sprint contaba con discos en sus 4 ruedas, estando los dos delanteros situados a la salida de la caja de cambios (tipo inboard) ya que usa el esquema derivado del Alfa Romeo Alfasud. Desde la segunda serie, a partir de 1983, se toman elementos del Alfa Romeo 33, pasando los discos delanteros a estar ubicados en las ruedas delanteras, mientras que los traseros pasan a ser frenos de tipo tambor. Gracias a que comparte elementos con sus hermanos compactos, es más sencillo encontrar piezas de sustitución y hace más fácil su mantenimiento.

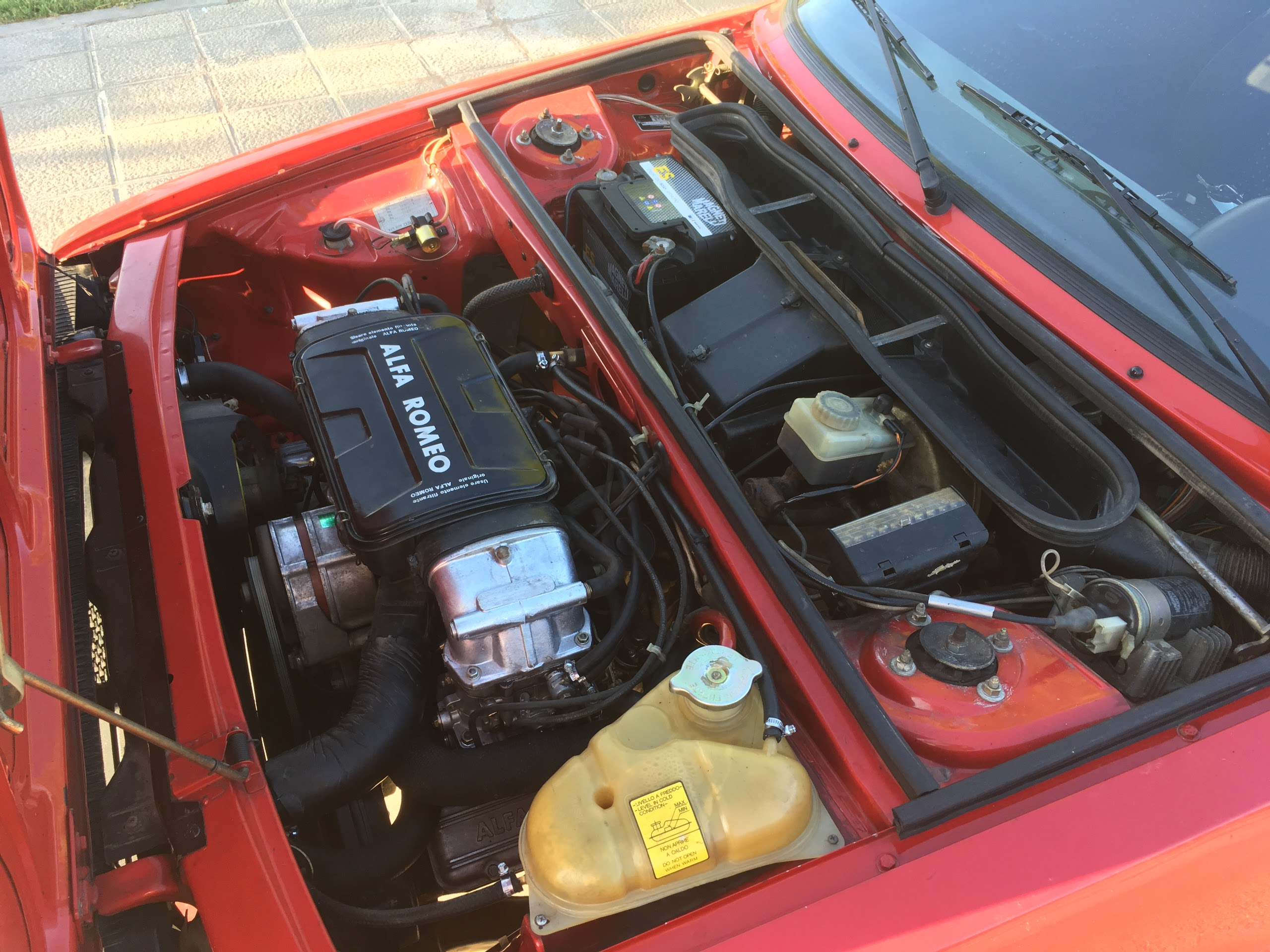
Motor de un Alfa Romeo Sprint 1.5 QV 105 cv de 1986 con carburador doble

Su esquema de suspensiones es el razonable para la época: en el tren delantero cuenta con suspensiones independientes de tipo MacPherson con unos triángulos inferiores de gran tamaño. La suspensión trasera es de eje rígido con barra Panhard y paralelogramo De Watt, esto es, un eje rígido guiado para que tenga un desplazamiento únicamente vertical, sin desplazamientos laterales, lo que le confiere un mejor comportamiento a la altura de suspensiones multibrazo.
En cuanto a su motorización, destaca por montar motores de tipo Boxer de 4 cilindros con sistemas de simple y doble carburación dependiendo de la versión, llegando a haber una de inyección en algunos países en la última serie. Este tipo de motor le otorga unas cualidades dinámicas destacadas puesto que tiene una disposición en V de 180 grados (cilindros opuestos 2 a 2), proporcionando un centro de gravedad más bajo de lo habitual, además de tener una longitud de cigüeñal muy compacta, lo que le permite ir ubicado en posición longitudinal delante del eje delantero. También es apreciado por su sonido característico, su elasticidad y durabilidad.

### Motores
| Versión                            | Años    | Cilindrada       | Diámetro x Carrera | Sistema de alimentación        | Potencia Máxima            | Par Máximo          | Velocidad punta |
| ---------------------------------- | ------- | ---------------- | ------------------ | ------------------------------ | -------------------------- | ------------------- | --------------- |
| Alfasud Sprint                     | 1976–78 | 1.3 L (1,286 cc) | 80.0 mm × 64.0 mm  | carburador de doble cuerpo     | 76 PS (56 kW) a 6,000 rpm  |                     | 165 km/h        |
| Alfasud Sprint 1.3                 | 1978–79 | 1.4 L (1,351 cc) | 80.0 mm × 67.2 mm  | carburador de doble cuerpo     | 79 PS (58 kW) a 6,000 rpm  | 111 N⋅m a 3,500 rpm | 165 km/h        |
| Alfasud Sprint Veloce 1.3          | 1979–83 | 1.4 L (1,351 cc) | 80.0 mm × 67.2 mm  | 2 carburadores de doble cuerpo | 86 PS (63 kW) a 5,800 rpm  | 119 N⋅m a 4,000 rpm | +170 km/h       |
| Sprint 1.3                         | 1983–87 | 1.4 L (1,351 cc) | 80.0 mm × 67.2 mm  | 2 carburadores de doble cuerpo | 86 PS (63 kW) a 5,800 rpm  | 119 N⋅m a 4,000 rpm | +170 km/h       |
| Sprint 1.3                         | 1987–89 | 1.4 L (1,351 cc) | 80.0 mm × 67.2 mm  | 2 carburadores de doble cuerpo | 86 PS (63 kW) a 5,800 rpm  | 119 N⋅m a 4,000 rpm | 173 km/h        |
| Alfasud Sprint 1.5                 | 1978–79 | 1.5 L (1,489 cc) | 84.0 mm × 67.2 mm  | carburador de doble cuerpo     | 85 PS (63 kW) a 5,800 rpm  | 121 N⋅m a 3,500 rpm | 170 km/h        |
| Alfasud Sprint Veloce 1.5          | 1979–83 | 1.5 L (1,489 cc) | 84.0 mm × 67.2 mm  | 2 carburadores de doble cuerpo | 95 PS (70 kW) a 5,800 rpm  | 130 N⋅m a 4,000 rpm | +175 km/h       |
| Sprint 1.5                         | 1983–87 | 1.5 L (1,489 cc) | 84.0 mm × 67.2 mm  | 2 carburadores de doble cuerpo | 95 PS (70 kW) a 5,800 rpm  | 130 N⋅m a 4,000 rpm | +175 km/h       |
| Sprint 1.5 Quadrifoglio Verde      | 1983–87 | 1.5 L (1,489 cc) | 84.0 mm × 67.2 mm  | 2 carburadores de doble cuerpo | 105 PS (77 kW) a 6,000 rpm | 133 N⋅m a 4,000 rpm | +180 km/h       |
| Sprint 1.7 Quadrifoglio Verde      | 1987–89 | 1.7 L (1,712 cc) | 87.0 mm × 72.0 mm  | 2 carburadores de doble cuerpo | 118 PS (87 kW) a 6,000 rpm | 152 N⋅m a 3,500 rpm | 196 km/h        |
| Sprint 1.7 i.e. Quadrifoglio Verde | 1987–89 | 1.7 L (1,712 cc) | 87.0 mm × 72.0 mm  | inyección electrónica          | 105 PS (77 kW) a 6,000 rpm |                     |                 |

### Versiones
Alfa Romeo ha comercializado distintas versiones de este coupé. Entre ellas el Quadrifoglio Verde. Este nombre no es únicamente para el Sprint ya que el nombre fue utilizado para varios modelos que salieron de las factorías de Alfa Romeo. También salieron a la venta las versiones Veloce  y Trofeo

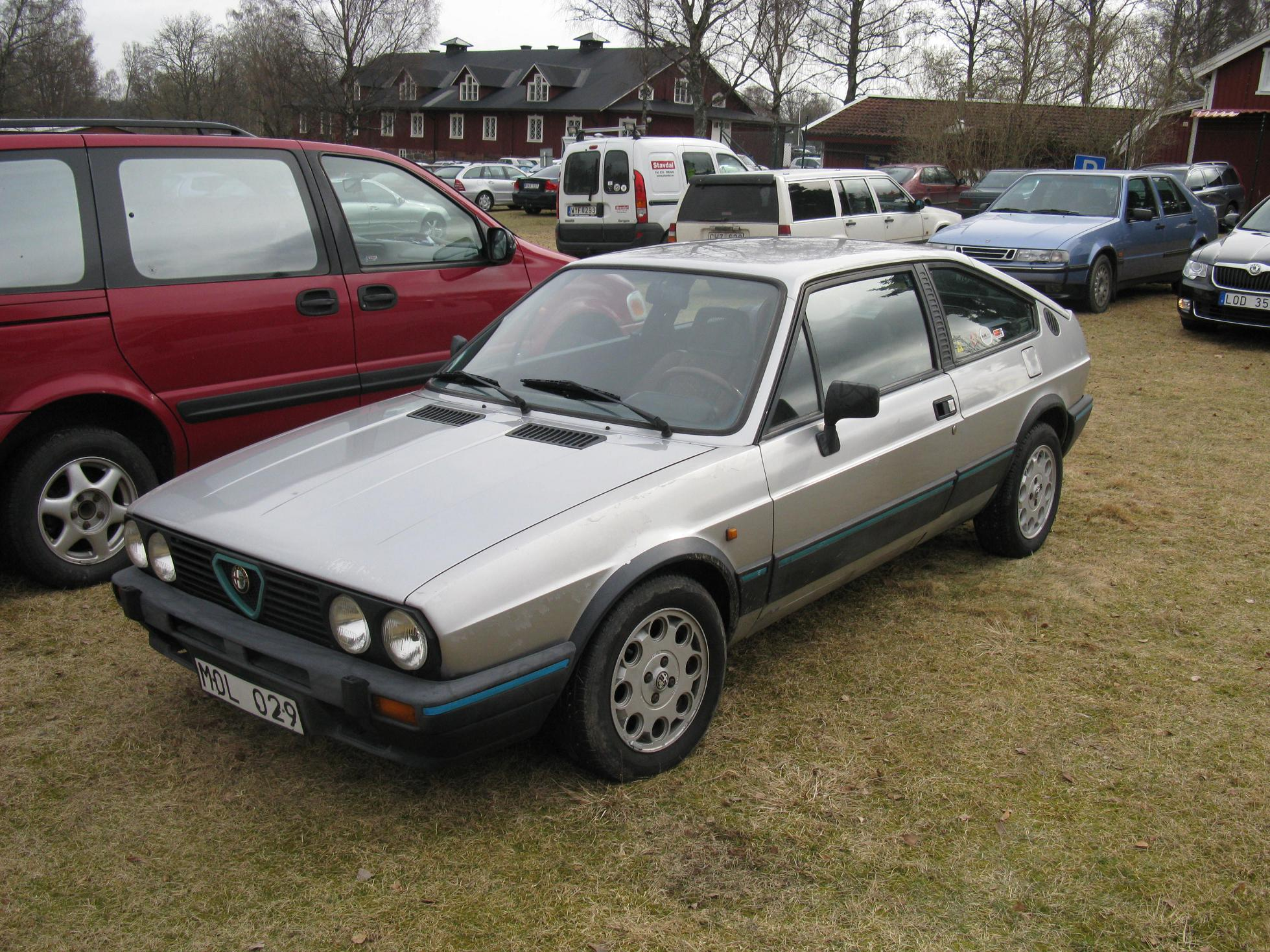
El Sprint en 1983 trajo paragolpes de termoplástico y más altos y resistentes y una parrilla diferente.

## Alfa Romeo Sprint 6C
De unos de los trabajos de experimentación que tuvieron como base el Alfa Romeo Sprint surgió el Alfa Romeo Sprint 6C, realizado por Autodelta en 1982 tomando como base la segunda edición del Sprint de 1983. Realizaron cambios profundos para crear un vehículo adaptado a la competición (que era un campo muy pujante en la época, como por ejemplo con los grupo B), remodelando su estructura totalmente: cambiaron el motor delantero por el V6 de aluminio y 2.5L empleado en el Alfa Romeo GTV6 dispuesto en posición central sobre el eje trasero y separado del habitáculo por una lámina de plástico, que gracias a su inyección de combustible de tipo Bosch L-Jetronic era capaz de entregar 158 cv a 5600 rpm y 21.7 kgm de par a 4000 rpm. La tracción pasó al diferencial posterior, situado en un eje posterior que también vio cambiado su sistema de suspensiones siendo de suspensión independiente, no así el anterior, que siguió con MacPherson. También se experimentó con otra versión con vistas posiblemente al grupo B de rallies, incorporando un chasis más reforzado, caja de cambios Hewland, anclajes específicos para asientos de rally, cambios en la suspensión, así como un rediseño de la estructura para llegar a soportar diferencial delantero para dotarlo de tracción a las cuatro ruedas. Nunca llegó a culminar el proyecto.
Las pocas unidades de estos prototipos destacan rápidamente a la vista por tener modificaciones evidentes en su aspecto exterior: carrocería ensanchada a la altura de las ruedas para dar cobijo a unos neumáticos 205/50VR15 y a la mayor anchura de vías (1700 mm); un alerón nuevo más evidente, así como nuevos paragolpes y embellecedores y una tapa escalonada con aperturas que sustituye al portón trasero y que provee de refrigeración de salida al calor que desprende el motor, situado en lugar de los asientos traseros.